# Calosoma auropunctatum
Calosoma auropunctatum, là một loài bọ cánh cứng. Loài này trước đây được đặt danh pháp Calosome maderae ssp. auropunctatum. Chúng sinh sống từ châu Âu (trừ phía tây và tây Nam Âu) đến Anatolia, Trung Á và phía tây Trung Hoa và Mông Cổ.

## Hình ảnh

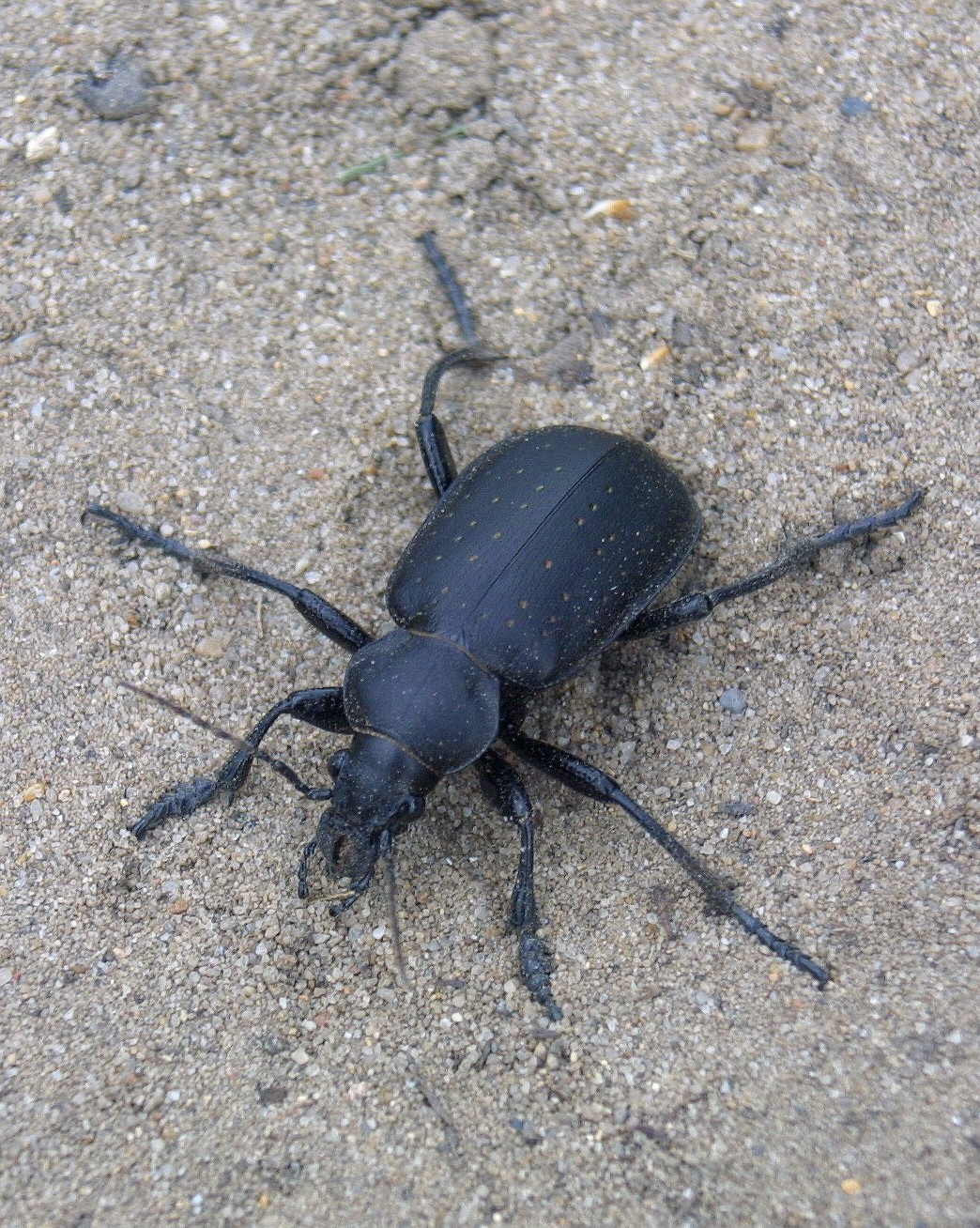
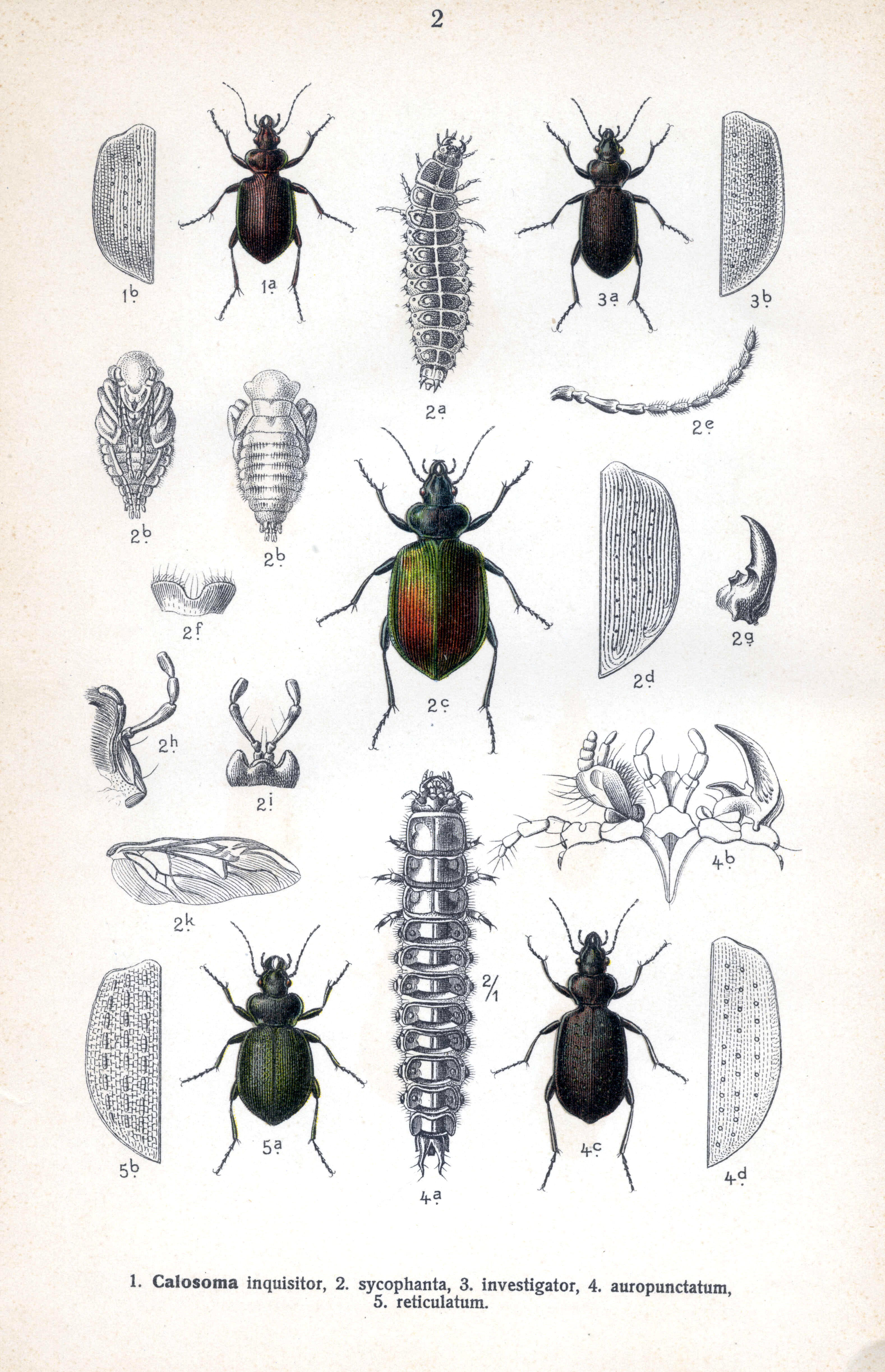
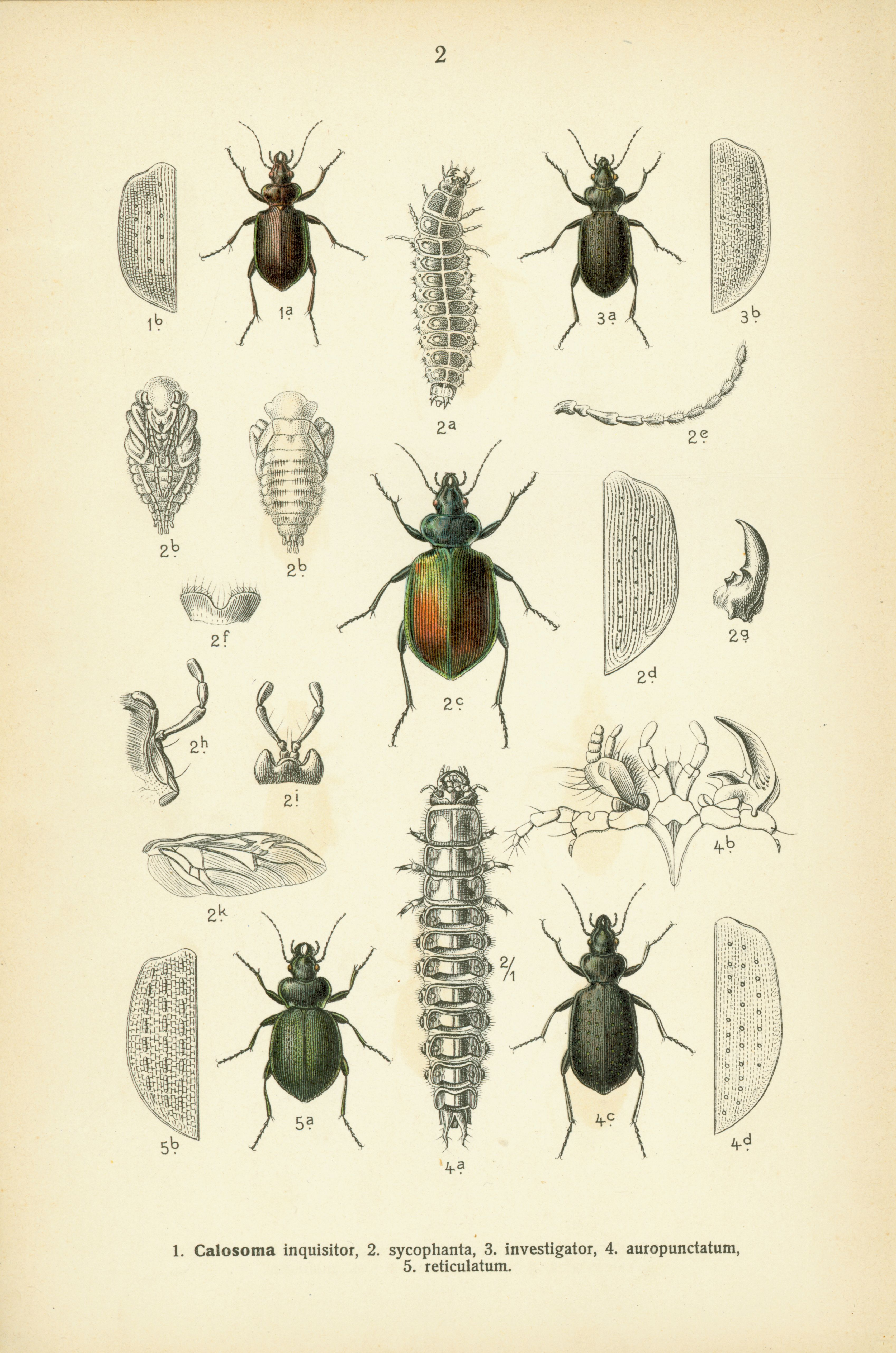